# DJ Valium
DJ Valium, de son vrai nom Ole Wierk, est un producteur de musique électronique allemand. Ole Wierk collabore régulièrement avec Axel Konrad, notamment dans les groupes Groove Coverage et Barracuda.

## Discographie

### Singles
- 1998 : Keep Da Clubstyle
- 1999 : Go Right For
- 2000 : Omen 3
- 2000 : Millenium Crash
- 2000 : Doin'it Again
- 2001 : Bring The Beat Back
- 2002 : Let's All Chant…
- 2002 : Megamix
- 2002 : Rock The Place (Symphony)
- 2003 : Spirit of Yesterday
- 2004 : Go Right For 2004
- 2007 : Everybody Move Your Body 2007